# Maozhuang (socken i Kina, Hebei)
Maozhuang (kinesiska: 毛庄乡, 毛庄) är en socken i Kina. Den ligger i provinsen Hebei, i den norra delen av landet, omkring 230 kilometer öster om huvudstaden Peking.
Genomsnittlig årsnederbörd är 856 millimeter. Den regnigaste månaden är augusti, med i genomsnitt 232 mm nederbörd, och den torraste är januari, med 5 mm nederbörd.